# Festival de Arte Actual Explum

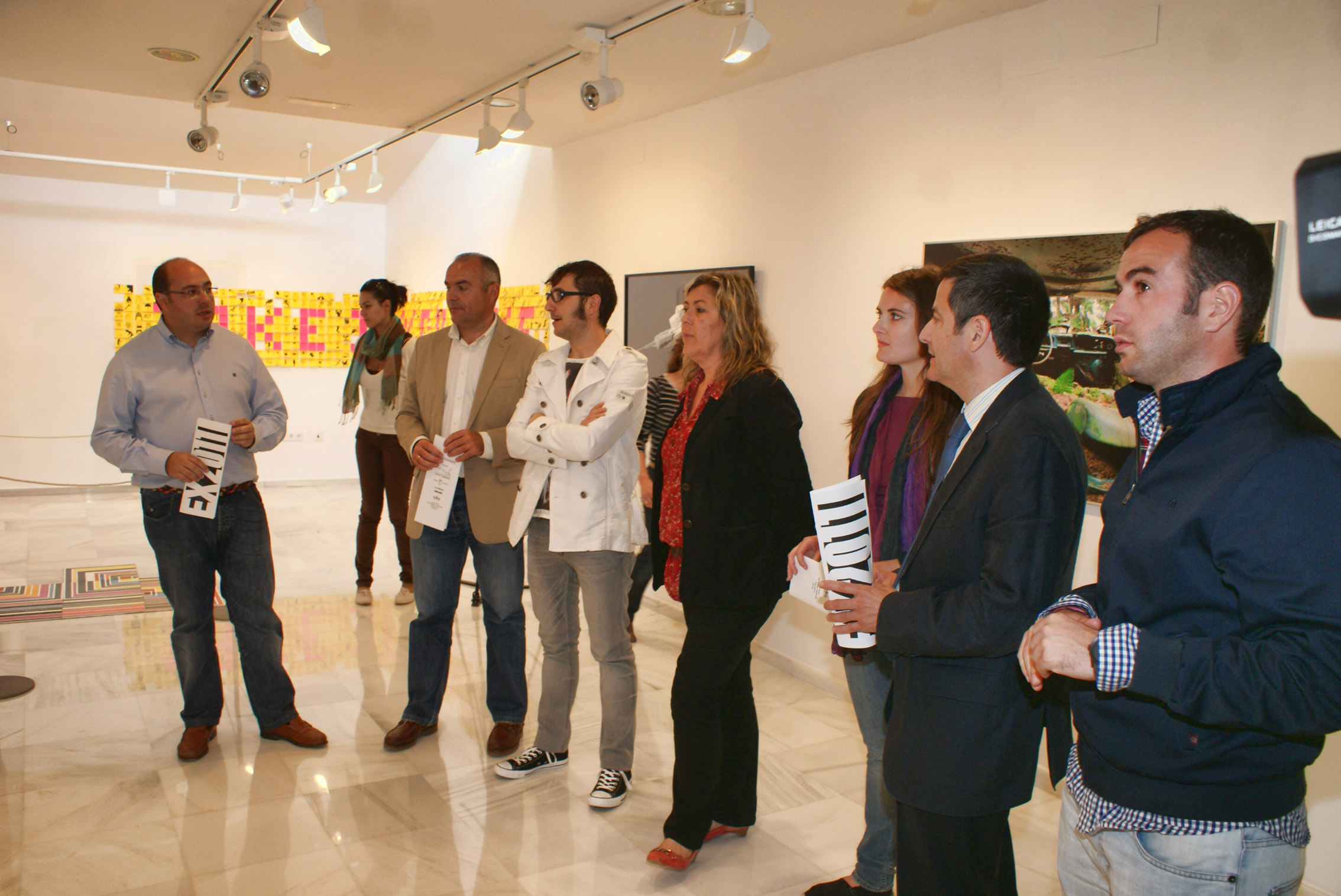
Inauguración de la exposición realizada en la edición de 2011

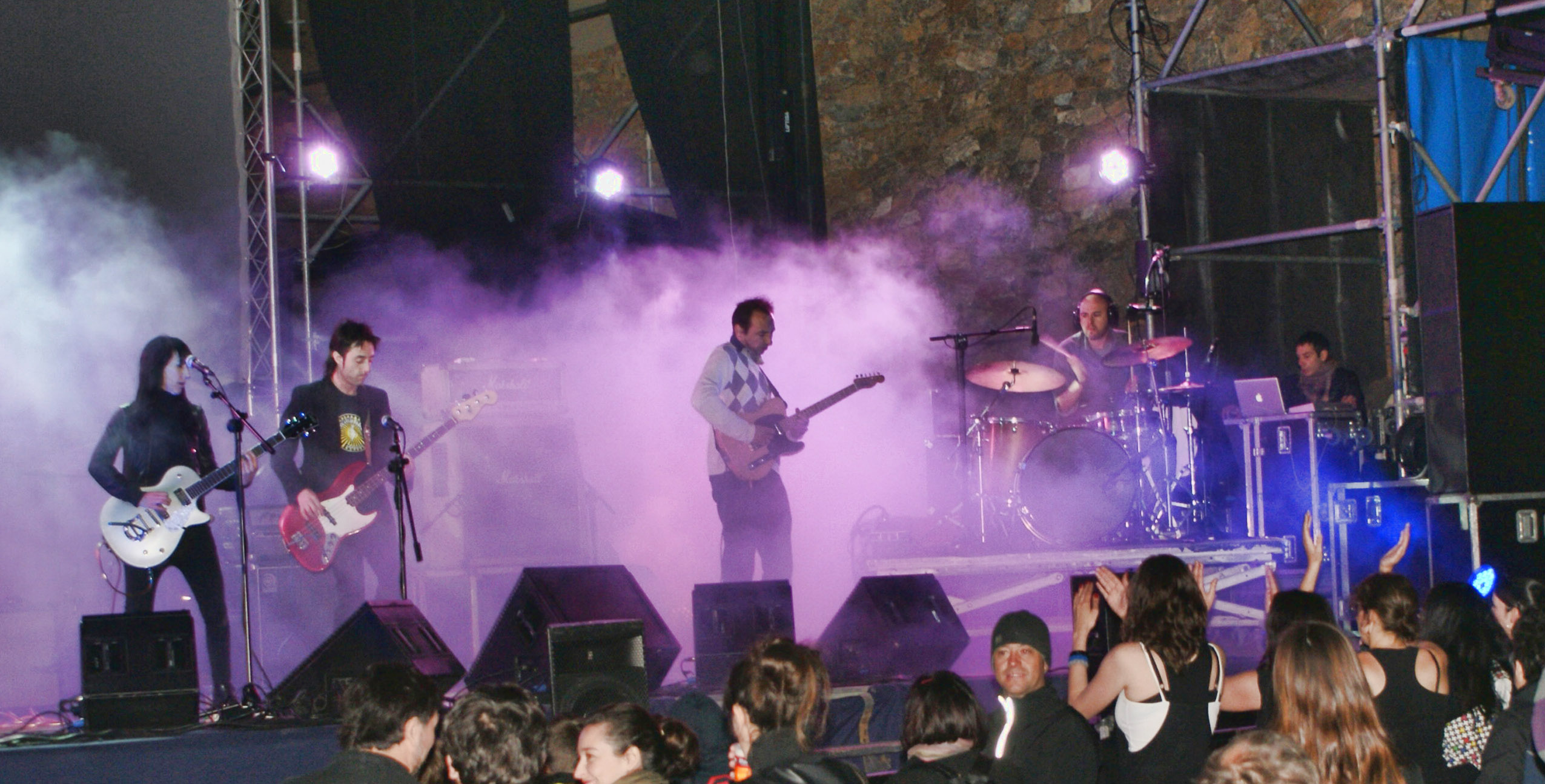
Concierto durante la edición de 2011

Explum es una exposición anual de arte actual y un festival de música organizado por el Ayuntamiento de Puerto Lumbreras (Región de Murcia, España). Fue creado en el año 2004 por Miguel Ángel Cayuela, con la intención de reunir en un mismo formato arte y músicas contemporáneas. 

Hasta el año 2011 tenía dos secciones. Explum arte, sección orientada a jóvenes menores de 35 años  y en el que el público puede conocer las últimas tendencias del arte contemporáneo a través de los trabajos presentados por creadores procedentes tanto del ámbito nacional como internacional. Por su parte, en Explum música se muestran las expresiones más actuales de la creación musical contemporánea. 

## Sedes
Los conciertos han tenido lugar en las últimas ediciones en un escenario montado al pie del Castillo de Nogalte, junto a las casas-cuevas del Cerro del Castellar. Algunas actuaciones se han celebrado en el interior de algunas de las cuevas, mayoritariamente sesiones de Djs.

Por su parte, las exposiciones se muestran en diferentes puntos de la localidad, como la Sala de Exposiciones de Cajamurcia  o la Casa de los Duendes, además de en espacios públicos como calles y plazas de Puerto Lumbreras.

## Ediciones
Explum viene celebrándose ininterrumpidamente desde el año 2004 con una periodicidad anual. En su cuarta edición se introdujo como novedad la producción de proyectos artísticos, que fueron expuestos junto con las demás obras seleccionadas. En el año 2012 Explum ha celebrado únicamente su sección de arte actual.

### I Edición (2004)
- Explum Música.El Bicho, Mojo Project, Gotxa, Fastliner, 180 Swicht.

### II Edición (2005)
- Explum Arte Actual. Miguel Pueyo Ibáñez; Sonia Navarro Peralta; Juan Olivares;  Rebeca Menéndez; Miguel Fructuoso; Joana Pimentel; Francisco Olivares Díaz; Eduardo Balanza Martínez;  Javier Martínez Pino;  Avelino Sala Calvo; Virginia Bernal Méndez.
- Explum Música. 08001; Radio Malanga; Boris, Divider. Sesiones de los Dj´s 180 Switch, Fastiliner, Patricio Sánchez.

### III Edición (2006)
- Explum Arte Actual. Abdul Vas (Pintura); Ángel Pastor (Pintura); Miguel Ángel Tornero (Foto); Richard Orjis (Foto); Thomas Keis (Foto); Aino Kannisto (Foto); La Strategia Corp (Luminoso), Lamberto Teotino (Foto); Anthony Goicolea (Video).Exposiciones individuales de: Miguel Pueyo (intervención); Eduardo Balanza (instalación sonora); Rebeca Menéndez (fotografía); Javier Martínez Pino (vídeo).
- Explum Música. Mártires del Compás, AWN Magic Land con La Mari de Chambao, Spam. Sesiones de los DJs Begoña Muñoz, Iana Himmia, Siwtch 189.º, Patricio Sánchez.

### IV Edición (2007)
- Explum Arte Actual. Cova Macias  (Video);  David Catheral (Instalación); Guillem Comas (Fotografía); Haegue Yang (Instalación); Jeleton  (Dibujo); Juan Carlos Martínez  (Fotografía);  Kepa Garraza (Pintura); Lisa Jugert (Fotografía); Lucy Pullen (Escultura); Mauro Pérez Fariñas (Fotografía); Po Poy (Collage); Susana Mendes Silva (Instalación); Verónica López Capel (Instalación). Proyectos indivudales: Carl Palm (Acción); Hugo Canoilas (Pintura); Kristoffer Ardeña (Acción); Yuki Higashino (Acción).
- Explum Música. Macaco, Horaz Zulu, Femme Fatale, Spunk Fool. Sesiones de los Dj´s Donnacha Costello, Angel Molina, Takuya Morita, Begoña Muñoz.

### V Edición (2008)
- Explum Arte Actual. Proyectos individuales:  Hugo Canoilas; Kristoffer Ardeño; Auki Higashino;  Popoy  Verónica; López Capel.
- Explum Música. Lagartija Nick, Triángulo de Amor Bizarro,  Le Connaisseur Session, Albert Pla, Def con dos, Digital 21, Dogma crew, Mojo Project, Sound system, Humbert Humbert. Sesiones de los Dj's Alexander Kowalski, Oliver Hunemann, Alex Under, Tango & Cash y Alex Acosta.

### VI Edición (2009)
- Explum Arte Actual. Albert Corbi (Intervención); Bjorn Erik Haugen (Vídeo); Cristina Martín Lara (Fotografía); Eliza Newman Saul (Dibujo); Marlon de Azambuja (Fotografía); Álvaro Gil Soldevilla (Escultura); Carl Palm (Papel); David Ferrando Girault (Video); Jorge Santos (Dibujo); Paloma Polo (Vídeo); Amada (Pintura); Carolina Silva (Vídeo); Diana Larrea (Video); Juan de Marcos (Fotografía); Warren Neidich (Instalación). Proyectos individuales:  Elena Bajo (Escultura); Lobak (Instalación); Javier Fresneda (Intervención); Richard Rigg (Intervención):
- Explum Música. La Excepción, Chico Ocaña, Hamlet,  The Pinker Tones, Codec and Flexor, Xenia Beniayeva,  Aril Brikha, Ascii Disko.

### VII Edición (2010)
- Explum Arte Actual. Álvaro Trugeda (Pintura); El Cuco (Pintura); Guillermo Mora (Instalación); Dávila (Video instalación); Laura Cuch (Fotografía); Llorenç Ugas (Fotografía); Marta Soul (Video); Miyuki Inoue (Performance); Nuria Fuster (Fotografía); Oriol Nogues (Video); Regina de Miguel (Papel); Sam Jury (Video); Susana Figueira (Escultura); Tamara Arroyo (Dibujos). Proyectos individuales:  Álvaro Gil de Soldevilla (Escultura), Amada (Intervención); Marlon de Azambuja (Intervención).
- Explum Música. Cycle, Hora Zulú, The Leadings, Rex the Dog, Jo Jo The Freq, Nicolás Masseyeff, Stikleader Aka Dj Rayo, Diego Pastor, Jose Ayén, Diego Lapeña Dj, Rubén Sánchez Dj.

### VIII Edición (2011)
- Explum Arte Actual. Estéfani Bouza (Fotografía); Levi Orta (Instalación); Juan Gil Segovia (Instalación); Javier Fresneda (Dibujo digital); Oscar Carrasco (Fotografía); Aníbal Catalán (Instalación); Lola Guerrera (Fotografía); Françoise Venneraud (Intervención); Elvira Poxon (Pintura); Momu & No Es ( Vídeo); Tamara Kuselman (Vídeo); Leslie Deere (Vídeo); Allan Hughes (Fotografía); Sebastian Utzni (Vídeo)
- Explum Música. El Columpio Asesino; Fuel Fandango; The Glimmers; David Carretta; Cora Novoa; José Ayen; Ivan Mellinas; Karlo Martinniken; Miki DJ.

### IX Edición (2012)
- Explum Arte Actual. Carlos Irijalba (Fotografía); Cristina Garrido (Instalación); Daniel Silvo (Instalación); Detext (Instalación); Eduardo Hurtado (Video); Enrique Radigales (Instalación); Irma Laviada (Fotografía); Juan Guillem (Pintura); Luis Carlos Hurtado (Dibujo); María Luisa Murillo (Fotografía); Maria Mallo (Técnica Mixta), Raúl Díaz Reyes (Instalación).